# Zerão
Estádio Milton Corrêa, cunoscut ca Zerão, este un stadion multifuncțional din Macapá, Brazilia. Este utilizat cel mai mult pentru desfășurarea meciurilor de fotbal și este stadionul oficial pentru mai multe echipe din preajmă: Amapá Clube, Esporte Clube Macapá, Oratório Recreativo Clube, Trem Desportivo Clube, Santos Futebol Clube (AP), São Paulo Futebol Clube (AP) și Ypiranga Clube. Capacitatea stadionului este de 13.680 de spectatori. A fost construit în 1990 și se află acum în proprietatea unității federative Amapá. Primul meci jucat a avut loc la 17 octombrie 1990, când Independente a învins Trem cu scorul de 1–0; aceasta a fost ziua cu cel mai numeros auditoriu: 10.000 de spectatori. Numit inițial „Estádio Ayrton Senna” după pilotul de Formula 1 cu acest nume, stadionul a fost redenumit în „Estádio Milton Corrêa” în 1994, când a decedat Milton de Souza Corrêa, fost președinte al Federației de Fotbal din Amapá.
Numele colocvial „Zerão” (în traducere „Marele zero”) provine de la poziția geografică a stadionului: linia de mijloc transcrie exact linia ecuatorului, astfel încât echipele pe teren joacă în ambele emisfere. Cartierul în care se află stadionul este numit Marco Zero (în traducere „marca zero”).